# Преходник
Преходниците (наричани също джъмпери, на английски: jumper) служат за създаване или прекъсване на електрически връзки, без запояване. Състоят се от пластмасов корпус, обикновено с два отвора, в който е разположена медна пластинка, чрез която се установява електрическа връзка между два контакта – пинове, (на английски: pin).
Използват се за настройване на твърдия диск. Твърдият диск с интерфейс EIDE може да се инсталира като Master (главен) или като Slave. В недалечното минало, преди масовото навлизане на едночиповите компютри, преходниците са обичаен метод за настройка на всякакви устройства – от твърди дискове до сложни медицински апарати.